# مریلین رابینسون
مریلین سامرز رابینسون (انگلیسی: Marilynne Summers Robinson؛ زادهٔ ۲۶ نوامبر ۱۹۴۳) رمان‌نویس و مقاله‌نویس آمریکایی است.

## زندگی
مریلین (با نام اصلی سامرز) رابینسون نویسندهٔ معاصر آمریکا در سال ۱۹۴۳ در شهر سندپوینت، آیداهو چشم به جهان گشود و در همین شهر بزرگ شد. تحصیلات خود را در کالج پمبروک و همچنین کالج زنان سابق دانشگاه براون به پایان رساند و مدرک لیسانس خود را در سال ۱۹۶۶ دریافت کرد. او همچنین مدرک پی‌اچ‌دی خود را در سال ۱۹۷۷ در رشتهٔ زبان انگلیسی از دانشگاه واشینگتن دریافت کرد.
او در بسیاری از دانشگاه‌ها به عنوان استاد میهمان مشغول فعالیت است که از آن جمله می‌توان به دانشگاه کنت، کالج آمهرست و دانشگاه ماساچوست در امهرست اشاره کرد. در سال ۲۰۰۹ او بورسیهٔ سخنرانی دانشگاه ییل را دریافت کرد که در آن‌ها مجموعه‌ای سخنرانی‌ها را ایراد کرد با عنوان «غیاب ذهن: معنویت‌زدایی از اسطوره‌های مدرن خود». در ۱۹ آوریل ۲۰۱۰ او برگزیده شد به عنوان یکی از اعضای فرهنگستان هنر و علوم آمریکا. در مه ۲۰۱۱ رابینسون از طرف دانشگاه آکسفورد کرسی سالانهٔ ازموند هارمزورت در هنر و ادبیات آمریکایی در دانشگاه بنیاد آمریکایی راترمر را دریاف کرد. او هم‌اکنون ساکن آیووا سیتی و استاد کارگاه نویسندگان دانشگاه آیوواست.

## فعالیت ادبی
اولین رمان رابینسون «خانه‌داری» در سال ۱۹۸۰ منتشر شد و جایزهٔ بنیاد همینگوی را از آن خود کرد. دومین رمان این نویسنده به نام «گیلیاد» در سال ۲۰۰۴ به چاپ رسید و جایزهٔ کانون منتقدان کتاب ملی، امبسادور(جایزه کتاب سفیر (1986–2011) هر ساله توسط اتحادیه انگلیسی زبانان اهدا می شود. این کتاب آثار ادبی و غیرداستانی مهمی را که به درک و تفسیر زندگی و فرهنگ آمریکایی کمک کردند، شناسایی کرد. برندگان این جایزه سفیران ادبی در نظر گرفته شدند که به بهترین زبان انگلیسی معاصر، دریچه ای مهم از آمریکا به سایر نقاط جهان ارائه می کنند. ) و جایزهٔ پولتیزر سال ۲۰۰۵ را برد.
رمان «خانه» سومین رمان مریلین رابینسون، در سال ۲۰۰۸ منتشر شد و جایزهٔ ملی آن سال و اورنج انگلستان را از آن خود کرد. این کتاب از میان ۱۵۶ عنوان و از سوی ۱۲۳ کتابخانه از سراسر دنیا نامزد جایزهٔ «ایمپک دوبلین» ۲۰۱۰ شد که به عنوان گران‌ترین جایزهٔ ادبی شناخته می‌شود. همچنین رمان چهارمش «لی‌لا» نام دارد که در سال ۲۰۱۴ منتشر و نامزد نهایی جایزه «من بوکر» ۲۰۱۵ شد. آثار مریلین رابینسون در ایران با ترجمه مرجان محمدی و به‌وسیله نشر آموت و نشر قطره منتشر شده‌اند.

## آثار
رمان
- خانه‌داری (۱۹۸۰)
- گیلیاد (۲۰۰۴)
- خانه (۲۰۰۸)
- لی‌لا (۲۰۱۴)
- جک (۲۰۲۰)

## پی‌نوشت
1. ↑  «History & Literature of the Pacific Northwest: Marilynne Robinson, 1943». Center for the Study of the Pacific Northwest, University of Washington. Undated. دریافت‌شده در ۲۰۰۸-۰۴-۱۳. تاریخ وارد شده در |date= را بررسی کنید (کمک)
2. ↑  Lister، Rachel (۲۰۰۶-۱۰-۲۱). «Marilynne Robinson (1947-)». The Literary Encyclopedia. دریافت‌شده در ۲۰۰۹-۰۶-۲۲.
3. ↑  Press Releases
4. ↑  "The 2005 Pulitzer Prize Winner in Fiction". www.pulitzer.org (به انگلیسی). Retrieved 2019-05-21.
5. ↑  «BBC Radio 4 - Bookclub, Marilynne Robinson - Gilead». BBC (به انگلیسی). دریافت‌شده در ۲۰۱۹-۰۵-۲۱.